# Musée de l'université de médecine
Musée de l'université de médecine (Muzeum lékařské univerzity) je muzeum v Paříži při Univerzitě Paříž V. Nachází se v 6. obvodu v Latinské čtvrti. Muzeum je rozděleno do dvou institucí specializujících se na anatomii.

## Musée Orfila
Muzeum pojmenované po lékaři a chemikovi Mathieu Orfilovi se nachází na adrese Rue des Saints-Pères č. 45 a vystavuje sbírku tkání pro srovnávací běžnou anatomii.

## Musée Dupuytren
Muzeum pojmenované po francouzském chirurgovi Guillaume Dupuytrenovi se nachází v ulici Rue de l'École-de-Médecine č. 15 a specializuje se na patologickou anatomii. Ve svých sbírkách shromažďuje orgány zakrslých lidí, siamská dvojčata, ukázky genetických mutací apod.